# Acanthogorgia bocki
Acanthogorgia bocki is een zachte koraalsoort uit de familie Acanthogorgiidae. De koraalsoort komt uit het geslacht Acanthogorgia. Acanthogorgia bocki werd in 1931 voor het eerst wetenschappelijk beschreven door Aurivillius. 